# 1861 na literatura

## Eventos
- publicação do Livro do Médiuns - Allan Kardec

## Nascimentos
| Data           | Nome                | Profissão                | Nacionalidade      | Observações | Ref |
| -------------- | ------------------- | ------------------------ | ------------------ | ----------- | --- |
| 6 de Maio      | Rabindranath Tagore | escritor, poeta e músico | Inglaterra (Índia) | m. 1941     |     |
| 24 de Novembro | Cruz e Sousa        | poeta simbolista         | Brasil             | m. 1898     |     |
| 19 de Dezembro | Italo Svevo         | romancista               | Itália             | m. 1928     |     |

## Mortes
| Data | Nome | Profissão | Nacionalidade | Observações | Ref |
| ---- | ---- | --------- | ------------- | ----------- | --- |